# Pogostemon mutamba
Pogostemon mutamba là một loài thực vật có hoa trong họ Hoa môi. Loài này được (Hiern) G.Taylor miêu tả khoa học đầu tiên năm 1931.